# Jasnaja Poljana (Kaliningrad, Bagrationowsk)
Jasnaja Poljana (Ясная Поляна, deutsch Diedersdorf) war ein Ort in der Sowjetunion und gehörte bis 1945 zum ostpreußischen Kreis Heiligenbeil. Die Ortsstelle liegt heute in der Oblast Kaliningrad (Gebiet Königsberg (Preußen)) der Russischen Föderation und gehört zum Rajon Bagrationowsk (Stadtkreis Preußisch Eylau).

## Geographische Lage
Die Ortsstelle Jasnaja Poljanas liegt neun Kilometer nördlich der russisch-polnischen Staatsgrenze im südlichen Westen der Oblast Kaliningrad, 17 Kilometer östlich der früheren Kreisstadt Heiligenbeil (russisch Mamonowo) bzw. 33 Kilometer nordwestlich der heutigen Rajonshauptstadt Bagrationowsk (deutsch Preußisch Eylau).

## Geschichte
Erstmals urkundlich erwähnt wurden Gut und Waldhaus Diterichsdorff im Jahre 1424, danach Dietrichshof, um 1610 Ditrichsdorff, nach 1620 Dietrichsdorff, nach 1692 Didersdorf und nach 1820 bis 1947 Diedersdorf genannt. 1874 kam Diedersdorf zum neu errichteten Amtsbezirk Wesselshöfen (russisch Pogranitschny) im Kreis Heiligenbeil in Ostpreußen, und wurde dann zu einem nicht näher bezeichneten Zeitpunkt (vor 1883) der Landgemeinde Kumgarben zugeordnet.
In Kriegsfolge kam Diedersdorf 1945 mit dem gesamten nördlichen Ostpreußen zur Sowjetunion und erhielt 1947 die russische Namensform „Jasnaja Poljana“. Im gleichen Jahr wurde der Ort in den Pogranitschny selski Sowet (Dorfsowjet Pogranitschny – Hermsdorf) eingegliedert. Doch fand eine reguläre Neubesiedlung nicht statt, lange vor 1988 wurde das Dorf verlassen und gilt heute als untergegangen. Seine Ortsstelle liegt heute im Rajon Bagrationowsk (Stadtkreis Preußisch Eylau) der russischen Oblast Kaliningrad (Gebiet Königsberg (Preußen)).

## Religion
Mit seiner fast ausnahmslos evangelischen Bevölkerung war Diedersdorf vor 1945 in den Sprengel Hermsdorf der Vereinigten Kirchengemeinden Hermsdorf (RUS)/Pellen (PL) in der Kirchenprovinz Ostpreußen der Kirche der Altpreußischen Union eingepfarrt.

## Verkehr
Die Ortsstelle von Jasnaja Poljana resp. Diedersdorf ist heute so gut wie nicht mehr erkennbar. Sie liegt unmittelbar an der Kreuzung der heutigen Regionalstraße 27A-002 (ex R 516, heute auch E 28, frühere „Berlinka“) und der Kommunalstraße 27K-157 von Pogranitschny (Hermsdorf) über Iljitschowka (Lank) nach Pjatidoroschnoje (Bladiau).